# Vinificació
La vinificació és l'elaboració del vi a partir de raïm (Vitis vinifera) i al llarg d'un conjunt d'operacions que abasta des del premsat del raïm fins a l'embotellatge. L'enologia és la ciència que tracta la vinificació i la conservació dels vins.

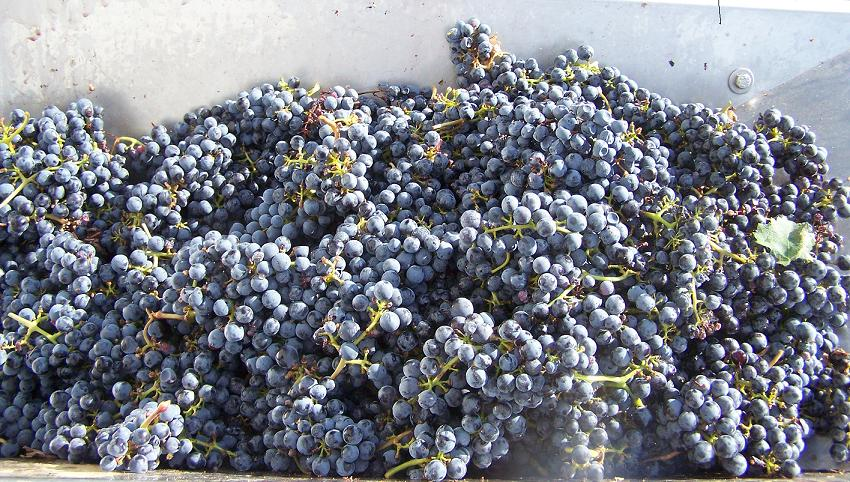
Raïm llest per a la seva vinificació.

## Origen
La història de l'elaboració del vi (o vinificació) està molt relacionada a la del cultiu del raïm, ja des d'èpoques primitives. És possible que els homes primitius que recol·lectaven el raïm, en emmagatzemar-lo, en algun moment hagués fermentat i haguessin decidit beure igualment el líquid resultant. Segons les troballes arqueològiques, sembla que la zona vinícola més antiga, a partir d'entre 6000 aC i 5000 aC, aniria des de Geòrgia fins a les muntanyes Zagros (Iran). Cap al 3000 aC el cultiu de raïm ja s'havia estès a Egipte, Sumèria i Orient Pròxim. A la península Ibèrica va entrar a través dels fenicis però van ser els grecs (a Empúries, per exemple) els que van encoratjar i promoure el cultiu del raïm per a produir vi, i posteriorment la colonització romana la que va reemplaçar culturalment la cervesa dels ibers pel vi. En l'actualitat encara es produeix vi a tots els Països Catalans i algunes denominacions d'origen, com la Priorat, són reconegudes a tot el món.

## El procés de vinificació

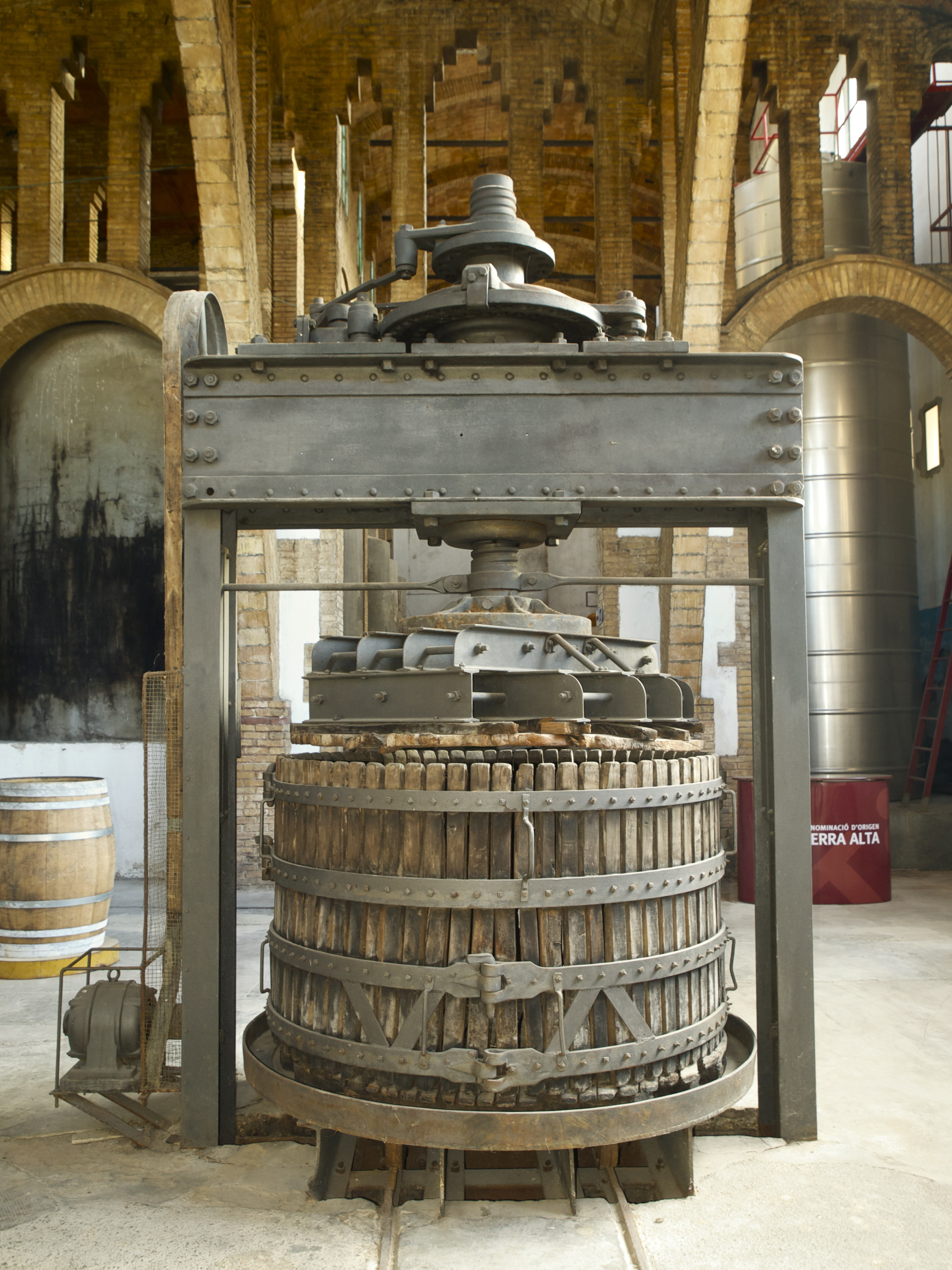
Premsa de vi al Celler Cooperatiu de Gandesa (Terra Alta)

El raïm aixafat dona un suc de raïm anomenat most, que encara no conté alcohol. Durant la fermentació, part dels compostos naturals del raïm es transformen i produeixen canvis en aquest suc. Hi ha vins novells, vins joves, caves, vins rancis, etc. No tots els vins milloren amb el pas del temps. Un vi deixat obert a l'aire, reacciona amb l'oxigen i es torna agre. El vinagre de vi s'obté exposant a l'aire una barreja d'aigua i vi.

### Vinificació en negre
La vinificació en negre o brisada és l'elaboració de vins negres. Aquesta es duu a terme a partir del most obtingut de les varietats de raïm negre fermentat sencer, és a dir amb les seves llavors i la seva pell. En l'elaboració de vi negre la maceració i la fermentació són simultànies, això fa que el sucre del raïm es transformi en un alcohol que dissol la matèria colorant del raïm i els tanins dins el most. És doncs precisament la pell del raïm la que donarà part del color i aportarà els tanins responsables de la longevitat del vi.
El procediment consta de les etapes següents: derrapament, aixafada, maceració-fermentació, sagnat, premsat, fermentació màlica, criança, envelliment i embotellat.

#### Maceració carbònica
El color negre de la pell està en els antocians, una substància que només es dissol bé en alcohol. És per açò que si es vol obtenir un vi negre o rosat és necessari que la pellofa estiga en contacte amb most fermentat. Una alternativa és la maceració carbònica, típica dels rosats i clarets, una altra és la vinificació en negre.
Després de la verema es pot deixar el raïm en dipòsits de poca profunditat a fi que es produïsca la maceració carbònica. En aquest procés s'inicia la fermentació amb el raïm encara en xanglots.
Es diposita la verema en un tanc hermètic abans de ser trepitjada. Amb el most que surt dels grans de raïm, aixafats pel seu propi pes, s'inicia la maceració i, alhora, la fermentació, que té lloc a l'interior dels grans. El gas carbònic que produeix la fermentació crea una atmosfera anaeròbica i provoca diverses reaccions que impregnen el most d'aromes peculiars (fruits rojos del bosc, làctics i regalèssia).

#### Premsat
Per a la vinificació en negre, es pot procedir si es vol al "despalillat" (separació del raspós del xanglot, que conté excessius tanins i dona lloc a un sabor una mica d'astringent). Després es fa el masegat (per a trencar els grans de raïm i que s'allibere en part el most), després la fermentació i finalment al premsat.

### Vinificació en rosat
La vinificació en rosat és l'elaboració de vi rosat. En realitat és un cas particular de la vinificació en negre o de la en blanc, ja que es pot utilitzar qualsevol dels dos mètodes, emprant o bé raïms -de varietats apropiades- negres o bé una barreja de raïms blancs i negres. És per això que fins i tot els més experts, de vegades no saben distingir un rosat d'un blanc (si el rosat és servit fresc) o d'un vi negre (si se'ls ha servit a temperatura ambient).

### Vinificació en blanc
La vinificació en blanc és l'elaboració de vins blancs no escumosos. Al Priorat se n'empren sobretot les varietats de raïm blanc garnatxa blanca i macabeu. Per a vinificació en blanc es procedeix al premsat i filtrat, abans de la fermentació.
El procediment consta de les etapes següents: aixafada, derrapament, escorreguda, premsatge, desfangament, fermentació, clarificació, estabilització, criança i embotellat.

#### Conceptes clau
- Blanc de blanc: vi blanc fet a partir de raïm blanc únicament.
- Blanc de negre: vi blanc obtingut de raïm negre.

### Vinificacions especials
Una de les vinificacions especials és vinificació de vins escumosos, com el cava, que a Catalunya es fa seguint el mètode anomenat tradicional, clàssic o, a la regió francesa de la Xampanya, també amb el mot francès champenois. A Catalunya aquest mètode comença amb l'elaboració d'un vi blanc que tradicionalment empra les varietats de raïm blanc xarel·lo, macabeu i parellada, però que de vegades pot incloure'n d'altres, com trepat, chardonnay i pinot blanc. Aquests raïms cal que hagin estat collits en una verema precoç i premsats d'una manera molt suau. Una diferència entre el cava català i el que es fa a França és que a Catalunya es fa sempre amb blanc de blanc mentre que allà es fa a partir de raïm negre, com per exemple el pinot negre, per això el color del cava català sol ser més tirant a groc llimona mentre que el francès és més aviat tirant a marronós o beix.
Altres tècniques de vinificació de vins escumosos amb diòxid de carboni natural, no afegit, són, per exemple, el mètode rural, al qual fermenta el mateix sucre residual del vi; el mètode rus, basat en la tècnica dels grans fermentadors industrials en sèrie; el Charmat, no tradicional, que dura només deu dies; el mètode transfer, mixt entre el tradicional i el Charmat; etc.
Els vins d'agulla en realitat són una varietat dels vins escumosos, als quals la pressió del gas carbònic és inferior, ja que arriba com a màxim a tres atmosferes. Solen fer-se pel mètode de granvàs.
D'altres vinificacions són les dels vins naturalment dolços, sense addicció d'alcohol ni aiguardent; els vins rancis, als quals eventualment se'ls afegeix una mica més d'alcohol; etc.

## El clima
El clima als quals es cultiva el raïm influeix molt al vi resultant. Per exemple, a llocs secs el vi té més cos que als llocs molts plujosos. A més, "accidents" com pedregades, etc. poden fer que el vi d'un any, fet de la mateixa manera i amb les mateixes vinyes, sigui molt diferent que el d'altres anys.

## La terra
El terra, la geologia, on és cultivat el raïm que s'utilitzarà per a l'elaboració d'un vi li donarà part de la seva personalitat, ja que influeix clarament en les característiques organolèptiques d'aquest. Així, per exemple:
- Terrenys calcaris: compactes i rics en carbonat de calci, solen donar vins de gran consistència.[8]
- Sòls paleozoics: vins profunds i gustosos.[8]
- Sòls sobre granit: terrenys molt fèrtils que retenen molt poc l'aigua, donen conseqüentment vins sedosos i amb estructura.[8]

## El raïm
Per a un vi se solen usar diferents raïms, que encara que puguin ser del mateix tipus, tindran un caràcter diferent segons la seva qualitat, el sòl i el clima del qual provenen, a més de l'any, ja que la climatologia precisa de cadascun fa que, en un mateix cultiu, el resultat de cada temporada sigui diferent.

## La verema
El raïm s'ha de collir (verema) quan s'hagi aconseguit el grau de maduració que calgui, el qual dependrà de la zona, tipus de raïm, climatologia, i del tipus de vi que es vulgui elaborar. El nivell de sucre en el raïm determinarà després el grau alcohòlic, entre altres coses.
Per a obtenir vins dolços, és freqüent deixar que el raïm adquirisca un grau de sucre superior a què els rents podran transformar en alcohol, arribant-se en alguns casos a la seua pansificació.
En canvi, pels caves la verema es fa més aviat que pels vins blancs.

## Premsat
El premsat ha de fer-se sense que s'arriben a trencar les llavors del raïm perquè transferirien un sabor excessivament acre.

## Fermentació
La fermentació es produeix per efecte del rent o llevat. Hi ha moltes espècies de rent, les del vi pertanyen a diversos gèneres i espècies, principalment Saccharomyces ellipsoideus, Kloeckera apiculata i Hanseniaspora uvarum.
Totes elles transformen el sucre del most en alcohol i CO₂
En la fermentació dels vins negres, les restes sòlides tendeixen a pujar a la superfície impedint la correcta ventilació. Per això és necessari trencar d'alguna forma eixa capa (anomenada barret), entre les tècniques possibles estan la remenada i el remuntat.

## Criança
Una vegada acabada la fermentació alcohòlica es pot produir una segona transformació denominada fermentació malolàctica, conduïda per bacteris que transformen l'àcid màlic en àcid làctic (abaixant el pH), alhora que augmenten els polifenols i el glicerol. Tot açò vol dir que el vi perd acidesa, i guanya en suavitat i aroma.
Addicionalment es pot envellir el vi, durant algun temps en botes de fusta, habitualment roure i de 225 litres. L'intercanvi d'aromes entre el vi i la fusta li confereix a aquest uns trets més complexos. Els períodes de criança en bóta poden anar des dels tres mesos a un parell d'anys, i rarament més temps, almenys en el cas dels vins negres. Els rosats estan habitualment un mes o fins a tres mesos com a molt.
La criança per solera, típica dels vins de Xerès, de Montilla i de Moriles, és diferent. S'hi disposa d'una sèrie de bótes per pisos. Cada any es trasbalsa una part del vi de cada solera a la inferior, alhora que s'extrau una altra part per al consum i que es reposa la diferència amb vi nou. D'aquesta manera en cada pis de la solera el vi serà "més vell" encara que no cal parlar d'afiges, ni d'edat del vi. De fet, uns dels avantatges d'aquest mètode és l'homogeneïtat que s'aconsegueix. Una altra característica d'aquest tipus de vinificació és que s'hi promou la formació de la flor, que en altres vins donaria lloc a vins rancis o picats però que en aquests vins forma part de la seva personalitat.

## Embotellat
Després de la criança en bótes el vi s'embotella i l'evolució del vi continua en la botella.

## Addicions
Als vins de zones no temperades, com Alemanya o el nord de França, és habitual afegir sucre al procés de vinificació. A la majoria de vins, excepte els molt casolans o els que ho indiquen expressament a l'etiqueta, s'afegeixen tanins de forma artificial.